# Luisa Carolina di Hochberg
Luisa Carolina di Hochberg, nata Baronessa Geyer von Geyersberg, dal 1787 Baronessa di Hochberg, dal 1796 Contessa di Hochberg (Karlsruhe, 26 maggio 1768 – Karlsruhe, 23 giugno 1820), è stata una nobildonna tedesca, moglie morganatica e seconda moglie del Margravio ed in seguito Granduca Carlo Federico di Baden.

## Origine
Luisa Carolina Geyer von Geyersberg era la figlia del Tenente Colonnello Barone Luigi Enrico Filippo Geyer von Geyersberg, che morì poco dopo la sua nascita. I suoi padrini furono il Margravio Carlo Federico di Baden e la sua prima moglie, Carolina Luisa. A Luisa Carolina fu data un'educazione degna e frequentò una scuola privata a Colmar. In seguito frequentò la corte di Baden-Durlach come dama di compagnia della Principessa Ereditaria Amalia.

## Matrimonio con il Margravio Carlo Federico
Il 24 novembre 1787, sposò il Margravio (dal 1806 Granduca), Carlo Federico (1728–1811), che era vedovo dal 1783 – ma solo "morganaticamente" poiché era di rango ineguale. Dai tempi del suo matrimonio le fu dato il titolo di Baronessa di Hochberg. Nel 1796, fu elevata a Contessa Imperiale di Hochberg da Francesco II. Non ottenne mai il rango di Margravina, il rango che la prima moglie di Carlo Federico aveva avuto.
Dal momento che i loro figli erano di rango più basso, furono inizialmente esclusi dalla successione. Nel 1796 ai suoi figli maschi fu concesso il rango di Conti di Hochberg. Carlo Federico decretò anche che qualora la linea maschile del suo primo matrimonio si fosse estinta, i suoi figli maschi avrebbero avuto diritto all'eredità. Questa ordinanza fu confermata dai suoi discendenti dal primo matrimonio e dall'Imperatore del Sacro Romano Impero.
Infine, quando né il nipote ed erede legittimo, il Granduca Carlo, né gli altri figli maschi del suo primo matrimonio ebbero discendenza maschile sopravvissuta, il Granduca chiese al congresso principesco di Aquisgrana il 20 novembre 1818, poche settimane prima della sua morte, di conferire la dignità di Margravio ai figli maschi di Luisa Carolina. Luisa Carolina stessa manteneva ancora il rango di Contessa. Infine, nel 1830, dieci anni dopo la morte di Luisa Carolina, in seguito alla morte di Luigi I (l'ultimo sovrano della vecchia linea), suo figlio Leopoldo salì al trono come Granduca. I loro diritti di successione furono rafforzati quando al Baden fu concessa una costituzione nel 1818, e riconosciuti dalla Baviera e le Grandi Potenze nel Trattato di Francoforte, 1819. I discendenti di Luisa regnarono sul Granducato di Baden fino al 1918. Gli attuali pretendenti sono i discendenti di Luisa Carolina.

## Kaspar Hauser
Il giurista Anselm von Feuerbach sostenne che Luisa Carolina avesse sostituito il primo figlio maschio del Granduca Carlo e della Granduchessa Stefania con un bambino morto, in modo da assicurare il trono ai suoi propri figli. Quando Kaspar Hauser fu ritrovato, si disse che lui fosse il figlio del Granduca. Gli storici moderni considerano questa storia una leggenda dato che mancano prove certe.

## Figli
Dal suo matrimonio con Carlo Federico ebbe i seguenti figli:
- Leopoldo (29 agosto 1790 – 24 aprile 1852)
- Guglielmo (8 aprile 1792 – 11 ottobre 1859)
- Federico Alessandro (10 giugno 1793 – 18 giugno 1793)
- Amalia (26 gennaio 1795 – 14 settembre 1869), sposò il 19 aprile 1818 il Principe Carlo Egon II di Fürstenberg (28 ottobre 1796 – 22 ottobre 1854)
- Massimiliano (8 dicembre 1796 – 6 marzo 1882).